# Michael Patric
Michael Patric (* 20. Jahrhundert in Newmarket, County Cork als Michael O’Sullivan) ist ein irisch-kanadischer Schauspieler und Synchronsprecher.

## Leben
Patric machte von 1997 bis 1999 seine Schauspielausbildung an der Gaiety School of Acting in Dublin. Wenige Jahre danach war er 2001 in zwei Episoden der Fernsehserie On Home Ground in der Rolle des David zu sehen. 2007 erhielt er neben Rollen im Spielfilm Geliebte Jane und im Kurzfilm Rolla Saor ebenfalls eine Episodenrolle in der Fernsehserie Die Tudors und verkörperte in vier Episoden der Miniserie The Running Mate die Rolle des Fergus Gorman. 2009 spielte er in sieben Episoden der Fernsehserie Rásaí na Gaillimhe die Rolle des Garda Dave Ó Tuama. Von 2013 bis 2014 lieh er in insgesamt 40 Episoden der Animationsserie Legenden von Chima verschiedenen Charakteren seine Stimme. Von 2016 bis 2018 stellte er den Pelzhändler Malcolm Brown in 17 Episoden der Fernsehserie Frontier dar. 2021 war er als Sgt. Paudie Manning in sechs Episoden der Fernsehserie Smother zu sehen. 2022 stellte er im Drama Das stille Mädchen den Vater der von Catherine Clinch dargestellten Hauptrolle dar.

## Filmografie (Auswahl)

### Schauspiel
- 2001: On Home Ground (Fernsehserie, 2 Episoden)
- 2007: Geliebte Jane (Becoming Jane)
- 2007: Die Tudors (The Tudors, Fernsehserie, Episode 1x09)
- 2007: The Running Mate (Miniserie, 4 Episoden)
- 2007: Rolla Saor (Kurzfilm)
- 2008: Tart (Kurzfilm)
- 2009: Rásaí na Gaillimhe (Fernsehserie, 7 Episoden)
- 2010–2011: Sanctuary – Wächter der Kreaturen (Sanctuary, Fernsehserie, 2 Episoden)
- 2011: V – Die Besucher (V, Fernsehserie, Episode 2x03)
- 2011: Supernatural (Fernsehserie, Episode 7x05)
- 2011: Magic Beyond Words – Die zauberhafte Geschichte der J. K. Rowling (Magic Beyond Words: The JK Rowling Story, Fernsehfilm)
- 2011: Die Weihnachtshütte (Christmas Lodge, Fernsehfilm)
- 2012: Great Scot Beer (Fernsehfilm)
- 2013: Primeval: New World (Fernsehserie, 2 Episoden)
- 2013: The Man and the Hole in the Roof (Kurzfilm)
- 2014: Second Dates (Kurzfilm)
- 2014: Run for Your Life (Fernsehfilm)
- 2014: R. L. Stine’s The Haunting Hour (Fernsehserie, Episode 4x08)
- 2015: Hell on Wheels (Fernsehserie, 3 Episoden)
- 2015: Arrow (Fernsehserie, Episode 4x01)
- 2016: Warcraft: The Beginning (Warcraft)
- 2016–2018: Frontier (Fernsehserie, 17 Episoden)
- 2017: Bailey – Ein Freund fürs Leben (A Dog’s Purpose)
- 2018: Supernatural (Fernsehserie, Episode 13x21)
- 2018: The 100 (Fernsehserie, Episode 5x10)
- 2020: Dead Still (Miniserie, Episode 1x01)
- 2021: Smother (Fernsehserie, 6 Episoden)
- 2022: The Quiet Girl (An Cailín Ciúin)
- 2022: Harry Wild – Mörderjagd in Dublin (Harry Wild, Fernsehserie, Episode 1x03)

### Synchronisationen
- 2013: Lego Legends of Chima 4D Movie Experience (Animationsfilm)
- 2013–2014: Legenden von Chima (Legends of Chima, Animationsserie, 40 Episoden)

## Theater (Auswahl)
- The Good Father, Regie: Padraic McIntyre Livin Dred
- Conversations on a Homecoming, Regie: Padraic McIntyre Livin Dred
- The Second City Trilogy, Regie: Geoff Gould, Cork Opera House
- The Shadow of a Gunman, Regie: Fiona Buffini, Lyric Belfast
- This Ebony Bird, Regie: Geoff Gould, Blood in the Alley
- The Field, Regie: Michael Scott, Gaiety Theatre
- The Deadman's Beard, Regie: Geoff Gould, Everyman Palace
- Doctor Faustus, Regie: Geoff Gould, SFX Theatre
- The Man Who Couldn't Cross the Road, Regie: Patrick Sutton, Project@Mint
- The Playboy of the Western World, Regie: Geoff Gould, Everyman Palace
- Green, Regie: Vanessa Fielding, Vicar Street